# Erik Hjalmar Linder
Gustaf Erik Hjalmar Linder, född 17 maj 1906 i Fellingsbro församling, Örebro län, död 25 januari 1994 i Vallentuna församling, Stockholms län, var en svensk tidningsman, författare och litteraturvetare.

## Biografi
Linder avlade studentexamen vid Karolinska läroverket i Örebro år 1924. Han inledde sedan en utdragen akademisk karriär, sammanvävd med yrkesverksamhet inom tidningsvärlden och radio. Han blev filosofie kandidat år 1928, filosofie licentiat år 1938 och filosofie doktor 1942 på en avhandling om Hjalmar Bergmans ungdom. Han erhöll emellertid inte ”docentbetyg” på avhandlingen, utan utnämndes till docent vid Stockholms högskola först år 1956. Sedermera tillades han professors namn år 1973. 

### Tidningsmannen
Linder var medarbetare vid Svenska Morgonbladet, Sveriges första kristna dagstidning, från 1931 fram till 1945. Därefter var han chef för föredragsavdelningen vid Radiotjänst 1947–1949, och medarbetare vid Stockholmstidningen 1950–1956.  Han var sedan åter verksam vid Svenska Morgonbladet 1957–1958, denna gång som chefredaktör. Linder var vidare ordförande för Svenska PEN-klubben 1954–1957.
Han förenade litteraturkritisk precision, intresse för olika idéströmningar och journalistisk iakttagelse, och hade en omvittnad aptit på verklighet, vetenskap och andliga frågor. Denna mångfasetterade, odogmatiska hållning präglar både Fem decennier av 1900-talet och mycket annat i hans publicistik.